# Munito

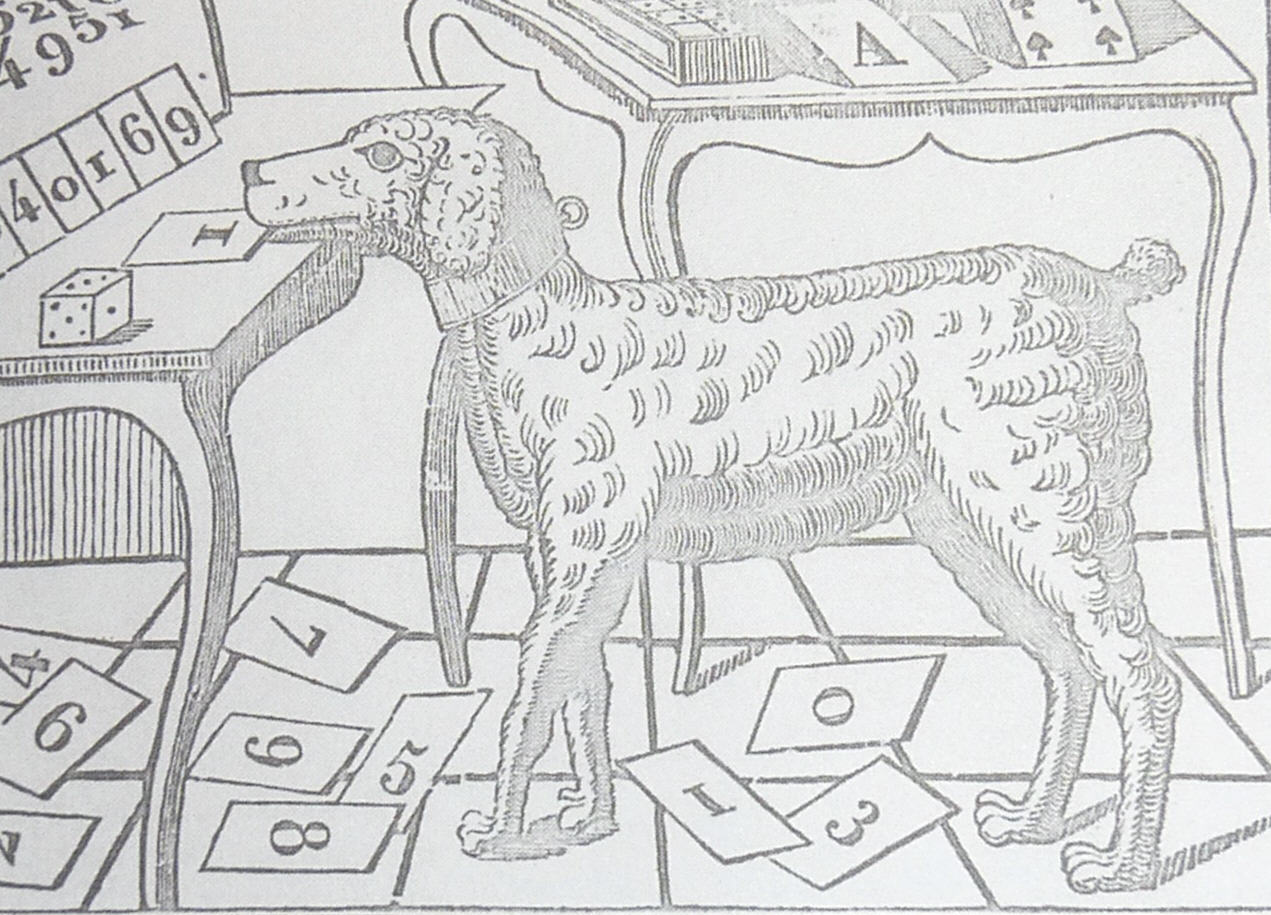
Munito 1817

Munito ist der Name eines Hundes, der im 19. Jahrhundert durch seine Kunststücke berühmt wurde und mehrere Nachfolger des gleichen Namens hatte.

## Der erste Munito

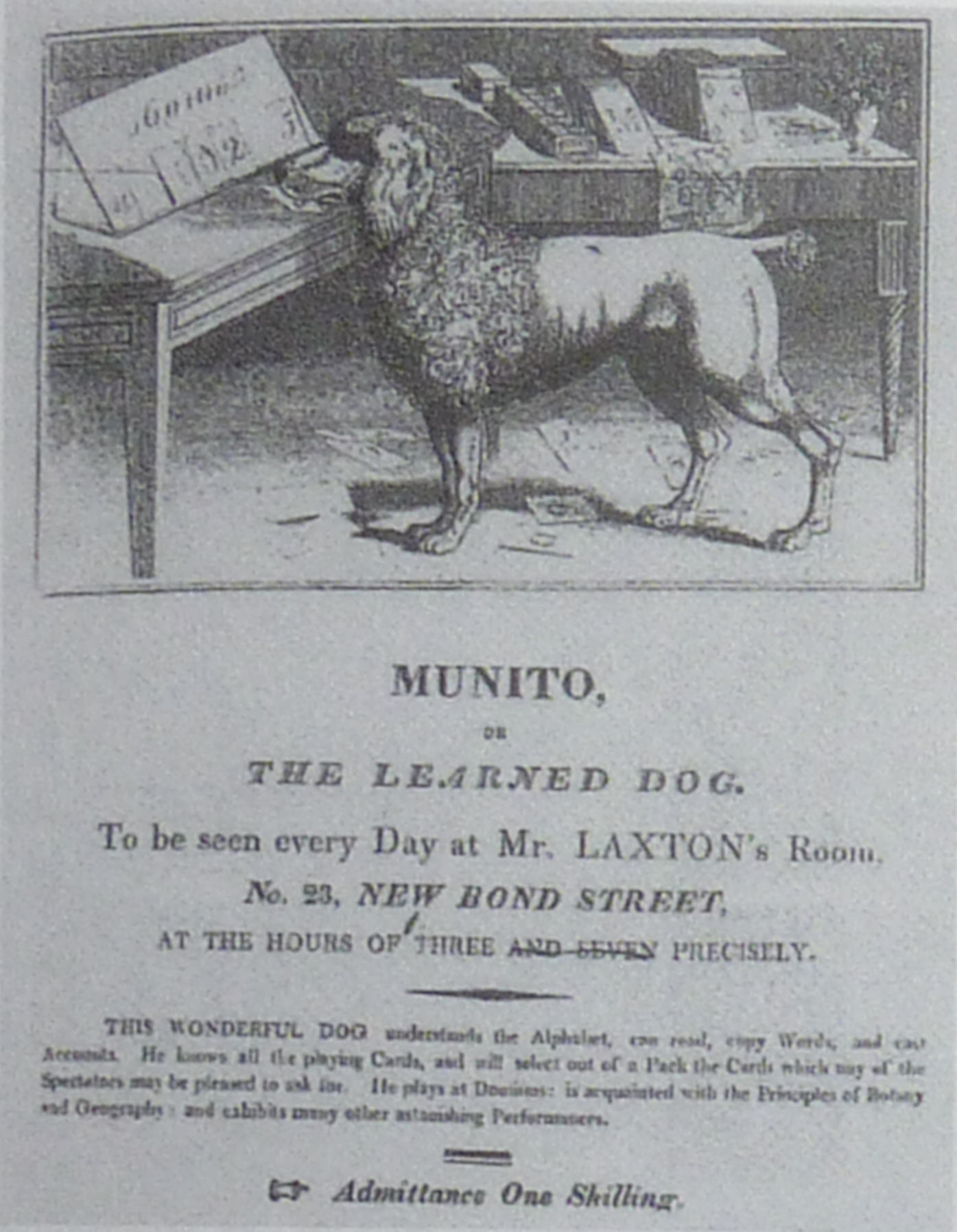
Munito in der New Bond Street

Der erste Hund namens Munito wurde von einem Italiener namens Castelli vorgeführt. Dieser hatte angeblich die Talente des um 1815 geborenen Welpen früh erkannt und ihn dreizehn Monate lang in einem Dorf in der Nähe von Mailand ausgebildet, ehe er mit ihm an die Öffentlichkeit ging.
Castellis Identität konnte nie geklärt werden. Als er mit Munito hervortrat, war er etwa 50 bis 60 Jahre alt. Er sprach ausschließlich Italienisch und schlechtes Französisch, obwohl er mit dem Tier in vielen Ländern Europas auftrat. Möglicherweise war Castelli mit jenem Herrn Castelli identisch, der schon 1783 in London und 1784 in Dublin mit dressierten Hunden aufgetreten war, vielleicht auch mit einem Mann, der in den späten 1790er Jahren in Deutschland, Italien und Frankreich Hunde vorführte. In Werbeanzeigen aus den 1820er Jahren nannte Castelli sich „Castelli d'Orino“ und behauptete, 20 Jahre lang in der italienischen Artillerie gedient zu haben. In Schweden verbreitete Castelli schließlich, er habe als Angehöriger der Armee von Sardinien in den Schlachten von Marengo und Wagram gekämpft und hohe Auszeichnungen erhalten.
Munito I. war ein Mischling. Sein Vater war ein Jagdhund, seine Mutter, der er eher glich, ein Wasserspaniel. Er war weiß mit einem braunen Fleck über dem linken Auge, hatte ein lockiges Fell und die Größe eines Wasserspaniels. Er konnte angeblich buchstabieren, rechnen, Karten und Domino spielen etc. und trat ab einem Alter von 15 Monaten mit diesen Kunststücken in verschiedenen Ländern auf. In Paris war er im Cabinet d'Illusions beim Palais Royal zu sehen. 1817 war er längere Zeit in London. Zunächst trat er zweimal täglich im Saville-House in der Nähe des Leicester Square auf. Der Eintritt kostete drei Shillings. Gegen entsprechende Bezahlung fanden weitere Vorführungen am Abend in Privathäusern statt.
Aufgrund des großen Andrangs musste Castelli sich bald nach einem größeren Etablissement umsehen und verlegte seine Vorführungen in das Haus Nr. 23 an der New Bond Street. Der Preis sank nun auf einen Shilling. In der New Bond Street wurde auch ein Buch mit dem Titel Historical Account of the Life and Talents of the Learned Dog Munito verkauft; die Illustration auf dem Frontispiz zeigt, dass Munito nun eine Art Löwenschur erhalten hatte.

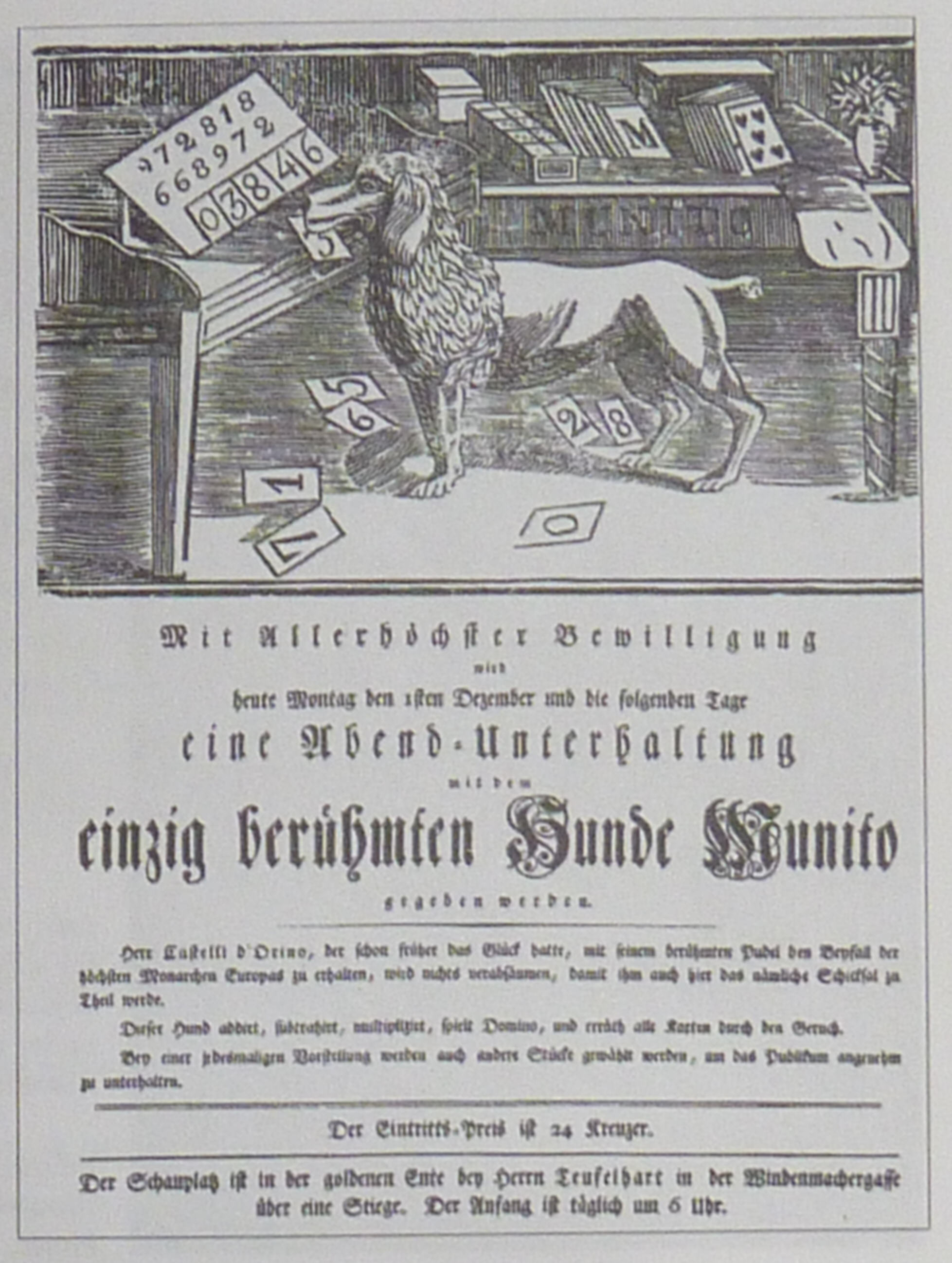
Munito in Deutschland

Gegen Ende des Jahres 1817 zog Castelli mit seinem Hund weiter nach Frankreich und Italien, 1818 kehrte er nach London zurück. Diesmal machten Herr und Hund nicht nur durch ihre Dressurvorführungen von sich reden, sondern auch durch eine Lebensrettung: Am 2. Oktober 1818 traf Castelli, der nach wie vor der englischen Sprache nicht mächtig war, im Green Park auf ein schreiendes und weinendes Mädchen, das ihm signalisierte, dass ein Unglück geschehen war. In einem Teich des Parks erblickte er eine Frau, die offenbar in Selbstmordabsicht ins Wasser gegangen war, sprang ins Wasser und wollte sie herausziehen. Die Frau indes wehrte sich heftig, doch Munito kam seinem Herrn zu Hilfe: Er sprang ebenfalls in den Teich und lenkte die Frau dermaßen ab, dass Castelli sie an Land bringen konnte. Castelli und Munito erhielten für diese Tat Medaillen von der Royal Humane Society.
Angeblich war dies nicht die einzige Heldentat des Hundes. In der Nähe von Trier soll er einen Dieb aufgespürt und gestellt haben, der Castellis Gepäck entwendet hatte. Bei einer anderen Gelegenheit soll er einen Akt der Gerechtigkeit vollbracht und einen Truthahn zerrissen haben, der einem Kind ein Auge ausgepickt hatte.
Nach der Saison in London 1818 kehrten Castelli und Munito wieder nach Frankreich zurück, um 1819 ein drittes Mal in London zu gastieren. Munito zeigte nun auch Tricks, die sich auf Geographie, Botanik und Naturgeschichte bezogen. Er trat stündlich von zwölf bis fünf Uhr nachmittags am Leicester Square 1 auf. Castelli blieb bis Juni 1819 mit dem Hund in London. Danach schloss sich eine Frankreichtournee mit Auftritten in Paris, Nantes, Toulouse, Straßburg und Lyon an. Später war Munito auch in Utrecht zu sehen. 1821 und 1822 reiste Castelli mit Munito durch Deutschland und führte ihn in München, Berlin und Augsburg vor, ehe er sich im Oktober 1822 wieder nach Straßburg begab. Ab 1824 sind keine Zeugnisse mehr über Auftritte des ersten Munito zu finden.

## Der zweite Munito

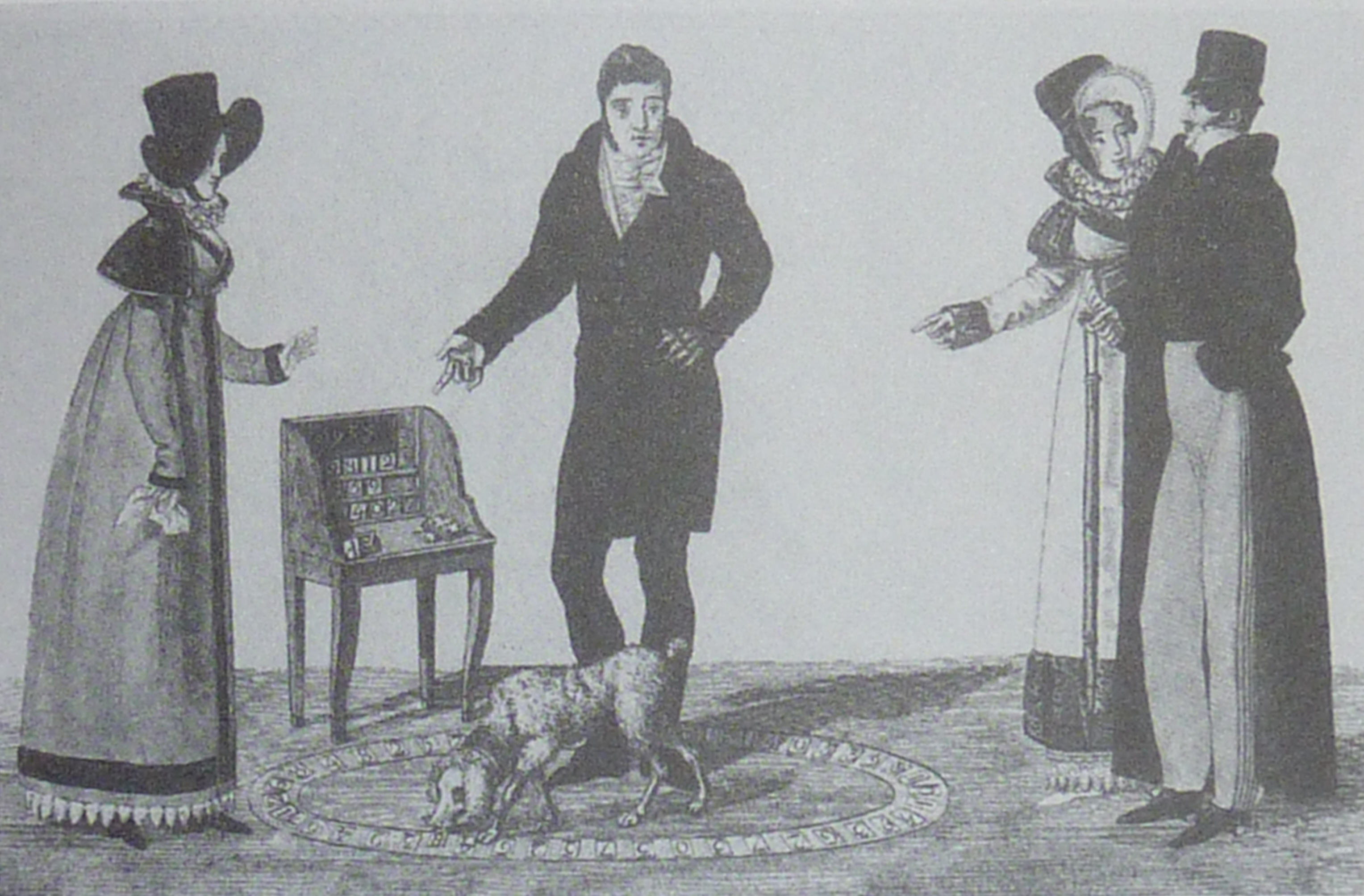
Munito um 1827

1827 wurden plötzlich weitere Auftritte des Hundes in Paris angekündigt. Die Abbildungen scheinen jedoch einen deutlich kleineren Hund zu zeigen als bisher, der aussieht wie ein Pudel. Wahrscheinlich hatte Castelli seinen ersten Hund durch einen neuen ersetzt, der wiederum den Namen Munito trug. Eugène Muller, der den Hund in seiner Kindheit sah, beschrieb ihn später in seinem Buch Les Animaux Célèbres als schönen weißen Pudel mit Löwenschur. Dieser neue Munito führte ebenfalls Rechenkunststücke vor, las angeblich die Zeit von einer Uhr ab und gab sie dann mit Hilfe von Karten an und konnte Dinge, deren Namen ihm genannt worden waren, aus einer Menge von etwa 20 Gegenständen heraussuchen. Er konnte auch mit seinen Zähnen einen Schlüssel umdrehen, eine Trommel bedienen und akrobatische Tricks vorführen; ferner spielte er Écarté gegen einzelne Besucher. 1827 wurde er auf einer Tournee durch Deutschland vorgeführt, danach in Russland, Polen, Österreich und Schweden. Dort machte er unter anderem großen Eindruck auf August Strindberg, der ihn in Gamla Stockholm erwähnte.
In Schweden erkrankte Munito II., und man fürchtete seinen Tod. Das Tier erholte sich aber und wurde nun zusammen mit seinem echten oder angeblichen Sohn vorgeführt – offenbar wollte Castelli rechtzeitig einen dritten Munito heranziehen.
1830 trat Munito in Helsinki auf. Charles Colville Frankland, der Castelli und seinen Hund dort kennenlernte, beschrieb die beiden in seinem Werk Narrative of a Visit of Russia and Sweden. Castelli war nach diesem Zeugnis ein schlecht gekleideter älterer Herr, der seine Sprachkenntnisse nach wie vor nicht erweitert hatte. Ein Journalist, der in der Helsingfors Tidningar über Munito schrieb, äußerte die Vermutung, dass der Hund durch winzige, für die Zuschauer schwer wahrnehmbare Zeichen seines Herrn gesteuert wurde – ähnlich wie einst das berühmte Pferd Marocco und später Tiere wie der Kluge Hans.

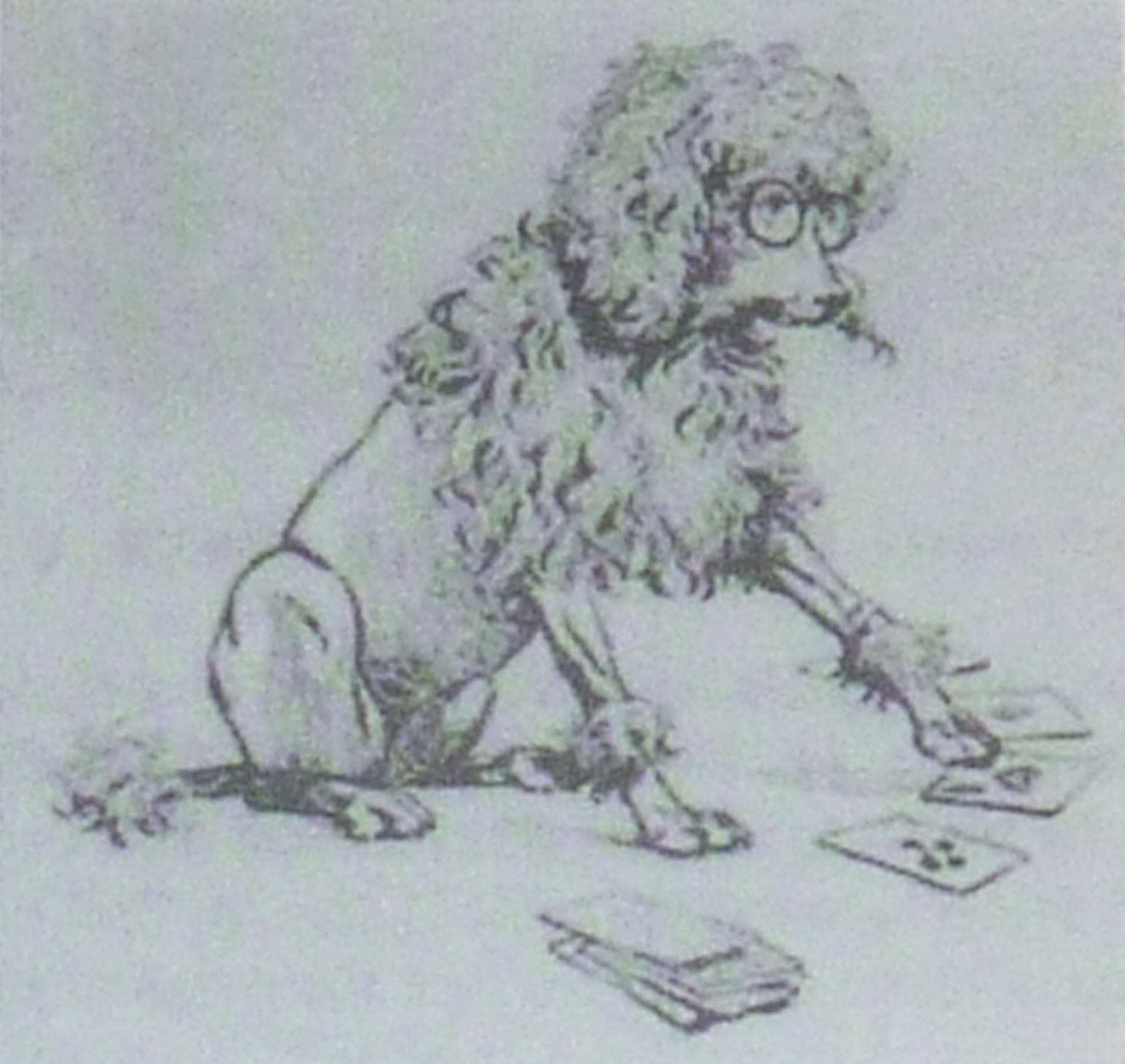
Munito als Brillenträger

1831 reiste Castelli mit dem Hund wieder nach St. Petersburg, wo er schon öfter gastiert hatte, und später nach Frankreich. Im selben Jahr sei „der berühmte Hund Fido savant munito“ in der Hauptrolle des Theaterstücks Der Hund des Aubry in Königsberg aufgetreten, wie die Allgemeine Musikalische Zeitung zu berichten wusste. 1833 zeigten Illustrationen in einer Zeitschrift Munito mit Brille bzw. einem Mäntelchen, und wenige Jahre später wurde er auch auf einer Karte der Firma Chocolats-Louit aus Bordeaux angezogen gezeigt. Auf dieser Karte ist plötzlich ein sehr jugendlich wirkender Dresseur im Hintergrund zu sehen, der kaum mit Signor Castelli identisch sein kann. Wann sich Castelli aus dem Geschäftsleben zurückzog, ist nicht genau festzustellen. In seinem Buch Notice sur les chiens Munito schrieb J.-F. Bertachon 1836, dass ein Munito und ein Munito junior von einem Monsieur Nief vorgeführt wurden. Diese beiden Pudel waren mit Mäntelchen bekleidet und führten exakt die Tricks vor, die schon Signor Castelli mit seinem ersten und zweiten Munito gezeigt hatte. Laut Bertachon hatte Nief die Hunde selbst trainiert. Sein erster Munito sei, so Bertachon, 1813 in Valencia geboren worden und ab 1817 aufgetreten. Der zweite Munito soll im Jahr 1836 neun Jahre alt gewesen sein, sein Sohn zwei. Diese Lebensdaten zeigen große Übereinstimmungen mit den Fakten, die über Castellis Hunde bekannt sind. Vermutlich handelte es sich tatsächlich um dieselben Tiere. Es wurde daher darüber spekuliert, ob Nief und Castelli identisch waren, doch sprechen Castellis schlechte Französischkenntnisse und die Abbildungen des jugendlicheren Dresseurs dagegen. Wahrscheinlicher ist, dass Castelli in den frühen 1830er Jahren seine Hunde samt deren Geschichte Nief überlassen hat, der dann aus Publicitygründen behauptete, die Tiere selbst dressiert zu haben.

## Castellis Tricks
Charles Dickens berichtete 1867 in All the Year Round, wie er viele Jahre zuvor eine der Vorführungen Castellis am Piccadilly Circus besucht hatte. Dickens stellte fest, dass Munito seine Buchstabierkarten offenbar nicht mit dem Gesichts-, sondern mit dem Geruchssinn identifizierte, und dass Castelli stark nach Anis roch. Er nahm daher an, dass die Karte, die Munito ziehen sollte, jeweils mit Anisöl imprägniert worden war. Damit ließen sich jedoch nicht alle Tricks, die der Hund zeigte, erklären. Die Spekulationen des finnischen Journalisten über minimale Gesten bzw. Schlüsselwörter, die das Tier anleiteten, dürften die Wahrheit treffen. Jules Verne, der in seiner Jugend eine Vorführung Castellis sah, äußert außerdem in Dick Sands. A Captain at Fifteen den Verdacht, dass Castelli den Hund durch Schnipsen gegen einen Zahnstocher in seiner Tasche steuerte – ein Geräusch, das kaum ein Zuschauer wahrgenommen haben dürfte.

## Literarische Erwähnungen
Nicht nur Dickens, Verne und Strindberg erwähnten Munito. Es gibt ein Gedicht von Winthrop Mackworth Praed, in dem er erwähnt wird. Seine Fähigkeit, die richtigen Karten zu ziehen, wird hier mit der Technik sozialer Emporkömmlinge verglichen, die sich auf der Leiter des Erfolgs immer an die richtigen Personen halten.

“And though the cards in mix'd confusion lie,

And mock the vigour of the human eye,

Munito still, with more than magic art, 

Knows Kings from Knaves, the Diamond from the Heart!”

„Und obwohl die Karten durcheinander liegen
 und die Kräfte des menschlichen Auges narren,
 unterscheidet Munito doch, mit mehr als magischer Kunst,
 Könige von Buben, die Karo von den Herzen!“

Edward Bulwer Lytton erwähnt Munito in My Novel, ebenso Mario Proth in Le Boulevard du Crime. Théodore de Banville geht in Le Chat auf die Dominotricks Munitos ein, die einer Katze niemals beizubringen wären. Henrik Wergeland erwähnt in Harlequin Virtuos aus dem Jahr 1830 den begabten Pudel Munito, der sogar einen Universitätsabschluss hat. Und Franz Liszt vergleicht in einem seiner frühen Briefe das Dasein eines Konzertvirtuosen mit dem des dressierten Munito. Friedrich Karl Julius Schütz beschreibt schon 1823, wie schnell Castelli und Munito Nachahmer fanden.
Der Mercure de Londres hielt die Hundebegeisterung jener Zeit für ein Zeichen der Politikverdrossenheit zur Zeit der Restauration vor der Julirevolution von 1830. Er mutmaßte, dass Munito in hundert Jahren bekannter sein könnte als der Bourbonenkönig Karl X.
Alexander Sergejewitsch Puschkin verglich sich selbst mit Munito.

## Nachahmer

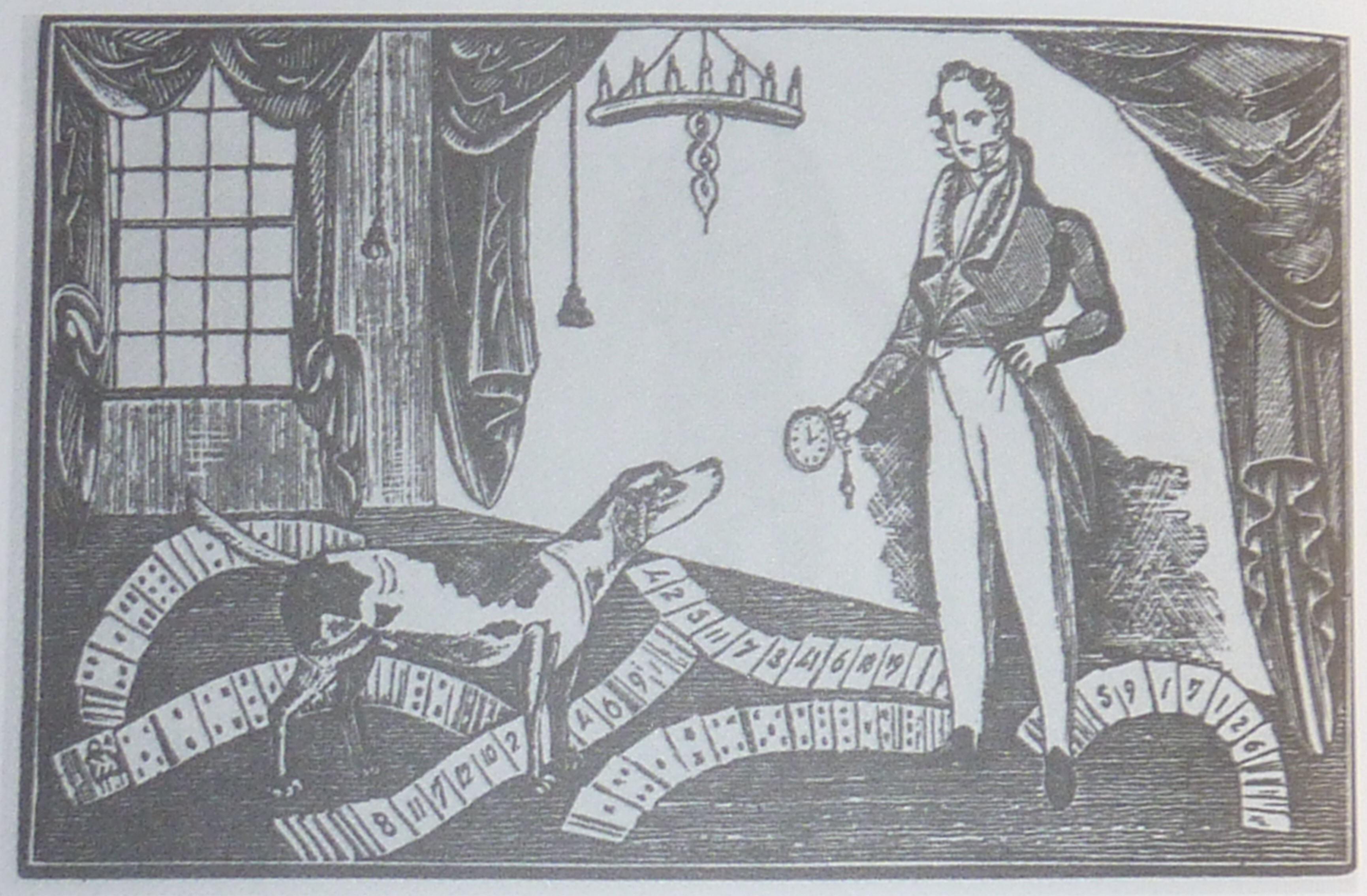
Monetto

Laut einem Artikel in der Stockholms-Posten war Munito auch in den USA zu sehen, doch gibt es dafür keine weiteren Belege. Möglicherweise liegt eine Verwechslung mit einem Hund namens Minetto vor. Dieser trat im Mai 1827 in Peale's Museum in New York City auf, wie eine Erwähnung in Ricky Jays Journal of Anomalies belegt. Ein weiterer Hund, der offenbar mit Blick auf Munitos Erfolgsgeschichte trainiert und getauft worden war, war Monetto, den Mr. Hoare vorführte, der früher mit dressierten Schweinen gearbeitet hatte. Peter Bräuning bezeugt, dass 1830 ein Munito du Nord in Paris auftrat, während der echte Munito sich in Skandinavien aufhielt und gleichzeitig die Hunde Fido und Munito in Mainz zu sehen waren.
Zum Teil nahmen die Versuche, Munitos Leistungen zu reproduzieren, auch groteske Züge an. Ein Mann in Straßburg stellte etwa die Theorie auf, dass Hundewelpen, die von menschlichen Ammen gesäugt würden, auch menschlichen Verstand entwickeln könnten. Schon einer seiner Zeitgenossen kommentierte nüchtern: „Der Versuch wurde, wie man leicht denken kann, ohne Erfolg gemacht. Wir haben hier in Straßburg alle Mitwirkenden gekannt, den Adoptivvater, die Amme und den Säugling.“

## Wandel der Tricks
Bekannte dressierte Hunde gab es natürlich schon vor Munito und ebenso in späteren Zeiten. Besonders berühmt wurden Don, der sprechende Hund, mit dem sich auch Karl Krall befasste, der rechnende Airedale Terrier Rolf, der in den 1910er Jahren in Deutschland populär war, und dessen Tochter Lola. Die Tricks der Hunde wandelten sich mit der Zeit: Wurden schon Rolf und Lola auch als Wetterpropheten gepriesen, so baute der Mischling Chris, der in den 1950er Jahren in den USA lebte, dies aus. Er soll telepathische Kräfte besessen haben und außerdem die Zukunft vorhergesagt haben – insbesondere den Ausgang von Pferdewetten, was zu einem Ansturm Wettbegeisterter auf das Grundstück seiner Besitzer führte und ihn in den Verdacht brachte, mit dem Teufel im Bunde zu sein. Chris soll seinen eigenen Tod für den 10. Juni 1962 vorhergesagt haben. Er starb am 9.
Ähnliche Talente wie Chris soll Oscar the Hypnodog besessen haben, ein Labrador, der in den 1990er Jahren in England und auf dem europäischen Kontinent unterwegs war. Sein Besitzer war der Hypnotiseur Hugh Lennon. Oscar war in der Lage, Besucher der Shows einschlafen zu lassen. 1994 verschwand er in Edinburgh und in den Suchanzeigen, die daraufhin verbreitet wurden, wurde davor gewarnt, ihm in die Augen zu sehen, damit der ehrliche Finder nicht hypnotisiert würde. Es gelang einem Schotten, dieser Gefahr auszuweichen und Oscar seinem Besitzer zurückzugeben. Der Nachfolger des mittlerweile verstorbenen Hypnosehundes Oscar heißt Murphy und wird ebenfalls von Hugh Lennon trainiert.